# Friedrichsruh (przystanek kolejowy)
Friedrichsruh (niem: Bahnhof Aumühle) – stacja kolejowa w Aumühle, w dzielnicy Friedrichsruh, w regionie Szlezwik-Holsztyn, w Niemczech. Zabytkowy budynek dworca z połowy XIX wieku jest jednym z najstarszych zachowanych stacji kolejowej w kraju związkowym Szlezwik-Holsztyn i jedyny na linii w obszarze prowincji, która pochodzi z budowy linii kolejowej. od 2000 roku jest członkiem Otto-von-Bismarck-Stiftung.

## Położenie
Przystanek znajduje się na km 259,7 linii kolejowej między Berlinem i Hamburgiem. Znajduje się we Friedrichsruh na obszarze Sachsenwald i był kiedyś popularnym miejscem wśród mieszkańców pobliskiego miasta Hamburg. Dwa boczne perony są przesunięte względem siebie. Pasażerowie mogę dostać się na sąsiedni peron poprzez tunel pod torami.

## Linie kolejowe
- Berlin – Hamburg